# Lepidothamnus laxifolius
Lepidothamnus laxifolius är en barrträdart som först beskrevs av Joseph Dalton Hooker, och fick sitt nu gällande namn av Christopher John Quinn. Lepidothamnus laxifolius ingår i släktet Lepidothamnus och familjen Podocarpaceae. IUCN kategoriserar arten globalt som livskraftig. Inga underarter finns listade i Catalogue of Life.